# Rodrigo Salinas
Rodrigo Javier Salinas (Berisso, Provincia de Buenos Aires, Argentina; 4 de julio de 1986) es un futbolista argentino. Juega como delantero y su primer equipo fue Villa San Carlos. Actualmente milita en Mitre de Santiago del Estero de la Primera Nacional.

## Trayectoria

### Villa San Carlos
En 2004, su carrera profesional arranca en el humilde Club Atlético Villa San Carlos, perteneciente a la ciudad de Berisso, club que se encuentra disputando la Primera C. Ahí permanece durante 5 años, totalizando 92 partidos jugados y una marca de 13 goles.

### Godoy Cruz
El 28 de agosto de 2009 se anuncia su traspaso a Godoy Cruz de Mendoza.

### Rosario Central
El 11 de agosto de 2011, sin mucho espacio en el Tomba, se incorpora a la disciplina de Rosario Central, siendo prestado por el club mendocino, por el lapso de un año y con opción de compra, para que pueda conseguir más continuidad.

### Godoy Cruz
En 2012 vuelve a Godoy Cruz después de estar a préstamo en Rosario Central. 
Esta fue una buena etapa en su carrera, destacando un triplete anotado a Olimpo de Bahía Blanca por la Copa Argentina.

### Unión de Santa Fe
El 12 de julio de 2013 es fichado a préstamo con opción a compra, por Unión de Santa Fe. Es muy recordada la anécdota en la que el ariete llora después de anotarle un gol al equipo de sus amores, Villa San Carlos, en un juego de la Primera B Nacional.

### Atlante
El 28 de agosto de 2014, el Atlante de México anuncia su fichaje.
Logró anotar en la liguilla por el título, en la ida de los cuartos de final, sin embargo de poco sirvió, ya que Atlante quedó eliminado a manos del Necaxa. Que dieron vuelta el marcador global en el partido de vuelta.
No formó parte del equipo en las primeras jornadas de la Liga de Ascenso, debido a una lesión. En la Copa MX, reaparece y se hace presente en el marcador ante el Puebla, en la jornada 2 de la fase de grupos. Por fin, en la Liga, nuevamente se hace presente en el marcador en la jornada 11, anotando un gol en la derrota ante Correcaminos.

### Los Andes
En julio de 2015 vuelve al fútbol de ascenso de Argentina, esta vez recalando en Los Andes, para afrontar la segunda mitad de la Primera B Nacional.

### Chacarita Juniors
El 10 de julio de 2016 se convierte en nuevo refuerzo de Chacarita Juniors, para afrontar la temporada 2016/17.
En una magnífica temporada disputada en el club de San Martín, siendo titular en casi la totalidad de los partidos del torneo, y convirtiéndose en pieza clave del equipo para el ascenso a Primera División, logra marcar 30 goles en el certamen, quedando como máximo goleador de la Primera B Nacional y logrando el ascenso el 30 de julio del 2017, en un empate 1-1 ante Argentinos Juniors por la última fecha del torneo. Cabe destacar que, con 30 goles, Salinas se convirtió en el máximo anotador en una temporada del club.

### Al-Ettifaq
Tras su gran temporada en Chacarita, Rodrigo Salinas recibió una jugosa oferta del fútbol asiático y no dudó en aceptarla: el 18 de agosto de 2017 fue presentado oficialmente como nuevo jugador de Al-Ettifaq de Arabia Saudita.

### Newell's
A mediados del 2019 se confirma su préstamo a Newell's Old Boys, cortando así una racha de 25 años para que un jugador que haya vestido la camiseta de Rosario Central se ponga la camiseta lepra. En su paso por La institución era apodado como "El panameño"

### Retorno a Chacarita
En enero de 2024 se hace oficial la vuelta de Salinas al Funebrero después de más de seis años.

## Estadísticas
- Actualizado al 18 de agosto de 2025

| Club                       | Div.                | Temporada           | Liga  | Liga  | Copa nacional | Copa nacional | Copa internacional | Copa internacional | Total | Total |
| Club                       | Div.                | Temporada           | Part. | Goles | Part.         | Goles         | Part.              | Goles              | Part. | Goles |
| -------------------------- | ------------------- | ------------------- | ----- | ----- | ------------- | ------------- | ------------------ | ------------------ | ----- | ----- |
| Villa San Carlos Argentina | 4.ª                 | 2004/05             | ?     | ?     | —             | —             | —                  | —                  | ?     | ?     |
| Villa San Carlos Argentina | 4.ª                 | 2005/06             | ?     | ?     | —             | —             | —                  | —                  | ?     | ?     |
| Villa San Carlos Argentina | 4.ª                 | 2006/07             | ?     | ?     | —             | —             | —                  | —                  | ?     | ?     |
| Villa San Carlos Argentina | 4.ª                 | 2007/08             | ?     | ?     | —             | —             | —                  | —                  | ?     | ?     |
| Villa San Carlos Argentina | 4.ª                 | 2008/09             | ?     | ?     | —             | —             | —                  | —                  | ?     | ?     |
| Villa San Carlos Argentina | Total               | Total               | 93    | 13    | 0             | 0             | 0                  | 0                  | 93    | 13    |
| Godoy Cruz Argentina       | 1.ª                 | 2009/10             | 17    | 5     | —             | —             | —                  | —                  | 17    | 5     |
| Godoy Cruz Argentina       | 1.ª                 | 2010/11             | 25    | 3     | —             | —             | 1                  | 0                  | 26    | 3     |
| Godoy Cruz Argentina       | 1.ª                 | 2011/12             | 0     | 0     | —             | —             | —                  | —                  | 0     | 0     |
| Godoy Cruz Argentina       | 1.ª                 | 2012/13             | 12    | 1     | 4             | 3             | —                  | —                  | 16    | 4     |
| Godoy Cruz Argentina       | Total               | Total               | 54    | 9     | 4             | 3             | 1                  | 0                  | 59    | 12    |
| Rosario Central Argentina  | 2.ª                 | 2011/12             | 7     | 0     | —             | —             | —                  | —                  | 7     | 0     |
| Rosario Central Argentina  | Total               | Total               | 7     | 0     | 0             | 0             | 0                  | 0                  | 7     | 0     |
| Unión Argentina            | 2.ª                 | 2013/14             | 37    | 8     | —             | —             | —                  | —                  | 37    | 8     |
| Unión Argentina            | Total               | Total               | 37    | 8     | 0             | 0             | 0                  | 0                  | 37    | 8     |
| Atlante · México           | 2.ª                 | 2014/15             | 10    | 2     | 5             | 2             | —                  | —                  | 15    | 4     |
| Atlante · México           | Total               | Total               | 10    | 2     | 5             | 2             | 0                  | 0                  | 15    | 4     |
| Los Andes Argentina        | 2.ª                 | 2015                | 9     | 0     | 1             | 0             | —                  | —                  | 10    | 0     |
| Los Andes Argentina        | 2.ª                 | 2016                | 19    | 4     | —             | —             | —                  | —                  | 19    | 4     |
| Los Andes Argentina        | Total               | Total               | 28    | 4     | 1             | 0             | 0                  | 0                  | 29    | 4     |
| Chacarita Argentina        | 2.ª                 | 2016/17             | 43    | 30    | —             | —             | —                  | —                  | 43    | 30    |
| Chacarita Argentina        | 2.ª                 | 2024                | 29    | 3     | 2             | 1             | —                  | —                  | 31    | 4     |
| Chacarita Argentina        | 2.ª                 | 2025                | 15    | 2     | —             | —             | —                  | —                  | 15    | 2     |
| Chacarita Argentina        | Total               | Total               | 87    | 35    | 2             | 1             | 0                  | 0                  | 89    | 36    |
| Al-Ettifaq Arabia Saudita  | 1.ª                 | 2017/18             | 7     | 2     | —             | —             | —                  | —                  | 7     | 2     |
| Al-Ettifaq Arabia Saudita  | Total               | Total               | 7     | 2     | 0             | 0             | 0                  | 0                  | 7     | 2     |
| Vélez Sarsfield Argentina  | 1.ª                 | 2017/18             | 11    | 2     | —             | —             | —                  | —                  | 11    | 2     |
| Vélez Sarsfield Argentina  | 1.ª                 | 2018/19             | 15    | 3     | 6             | 0             | —                  | —                  | 21    | 3     |
| Vélez Sarsfield Argentina  | Total               | Total               | 26    | 5     | 6             | 0             | 0                  | 0                  | 32    | 5     |
| Newell's Argentina         | 1.ª                 | 2019/20             | 15    | 1     | 1             | 0             | —                  | —                  | 16    | 1     |
| Newell's Argentina         | Total               | Total               | 15    | 1     | 1             | 0             | 0                  | 0                  | 16    | 1     |
| Deportes La Serena · Chile | 1.ª                 | 2020                | 10    | 2     | 0             | 0             | —                  | —                  | 10    | 2     |
| Deportes La Serena · Chile | Total               | Total               | 10    | 2     | 0             | 0             | 0                  | 0                  | 10    | 2     |
| Sarmiento (J) Argentina    | 1.ª                 | 2021                | 11    | 0     | —             | —             | —                  | —                  | 11    | 0     |
| Sarmiento (J) Argentina    | Total               | Total               | 11    | 0     | 0             | 0             | 0                  | 0                  | 11    | 0     |
| Atlético Grau · Perú       | 1.ª                 | 2022                | 32    | 13    | —             | —             | —                  | —                  | 32    | 13    |
| Atlético Grau · Perú       | 1.ª                 | 2023                | 30    | 7     | —             | —             | —                  | —                  | 30    | 7     |
| Atlético Grau · Perú       | Total               | Total               | 62    | 20    | 0             | 0             | 0                  | 0                  | 62    | 20    |
| Mitre (SdE) Argentina      | 2.ª                 | 2025                | 8     | 0     | —             | —             | —                  | —                  | 8     | 0     |
| Mitre (SdE) Argentina      | Total               | Total               | 8     | 0     | 0             | 0             | 0                  | 0                  | 8     | 0     |
| Total en su carrera        | Total en su carrera | Total en su carrera | 455   | 101   | 19            | 6             | 1                  | 0                  | 475   | 107   |

## Palmarés

### Campeonatos nacionales
| Título    | Club             | País      | Año  |
| --------- | ---------------- | --------- | ---- |
| Primera C | Villa San Carlos | Argentina | 2009 |

### Otros logros
| Título                     | Club              | País      | Año  |
| -------------------------- | ----------------- | --------- | ---- |
| Ascenso a Primera División | Chacarita Juniors | Argentina | 2017 |

### Distinciones individuales
| Distinción                                   | Año  |
| -------------------------------------------- | ---- |
| Goleador de la Primera B Nacional (30 goles) | 2017 |